# Sächsische Landsiedlung
Die Sächsische Landsiedlung GmbH ist das gemeinnützige Siedlungsunternehmen des Freistaates Sachsen mit Sitz in Meißen. Sie ist eine Tochtergesellschaft der Sächsischen Aufbaubank – Förderbank.
Die Sächsische Landsiedlung GmbH ist eine der insgesamt neun gemeinnützigen Landgesellschaften/Landsiedlungsgesellschaften in Deutschland, die sich im Bundesverband der Landgesellschaften (BLG) zusammengeschlossen haben. Die Siedlungsunternehmen sind als Organe der Landespolitik zur Entwicklung ländlicher Räume tätig.

## Geschichte
Die Sächsische Landsiedlung GmbH wurde durch Kabinettsbeschluss der Sächsischen Staatsregierung vom 4. Juni 1991 als Tochterunternehmen des Freistaates Sachsen gegründet. Der Sitz des Unternehmens befand sich zunächst in Markkleeberg. 1993 wurde der Sitz nach Meißen verlagert.
Bis zum 30. Juni 1993 übte die Sächsische Landsiedlung GmbH keine eigene Geschäftstätigkeit aus. Die Aufgabe der Mitwirkung an der Entwicklung des ländlichen Raums in Sachsen wurde bis dahin von einer Außenstelle der Bayerischen Landessiedlung GmbH in Meißen wahrgenommen. Zum 1. Juli 1993 ging das operative Geschäft dieser Außenstelle auf die Sächsische Landsiedlung GmbH über, die damit ihre Geschäftstätigkeit aufnahm. Die Bayerische Landessiedlung GmbH wurde 1993 Mitgesellschafterin.
Der Freistaat Sachsen übernahm zum 1. Januar 1997 die Geschäftsanteile der Bayerischen Landsiedlung GmbH an der Sächsischen Landsiedlung GmbH.
2017 wurden sämtliche Geschäftsanteile der Sächsischen Landsiedlung GmbH vom Freistaat Sachsen auf die Sächsische Aufbaubank - Förderbank übertragen, die seitdem alleiniger Anteilseigner des Unternehmens ist.

## Geschäftszweck
Unternehmenszweck ist laut Satzung die Mitwirkung an der Entwicklung des ländlichen Raums. Geschäftsfelder sind die Bereiche Grundstücksverkehr, Dienstleistungen zur Strukturverbesserung im ländlichen Raum und Raumordnung/Planung.
Im Geschäftsfeld „Grundstücksverkehr“ erfolgt die Prüfung und Ausübung des Vorkaufsrechts nach § 4 Reichssiedlungsgesetz und der An- und Verkauf von landwirtschaftlichen Grundstücken im ländlichen Raum zu agrarstrukturellen Zwecken.
Im Geschäftsfeld „Dienstleistungen zur Strukturverbesserung im ländlichen Raum“ erfolgt die Trassensicherung für Infrastrukturprojekte im Auftrag der Deutsche Einheit Fernstraßenplanungs- und -bau GmbH (DEGES) oder der Deutschen Bahn.
Die Sächsische Landsiedlung GmbH ist als zugelassener Helfer nach dem Landwirtschaftsanpassungsgesetz (LwAnpG) von den Flurbereinigungsbehörden der sächsischen Landkreise anerkannt. Im Bereich Regionalmanagement erfolgt die Betreuung von LEADER-Regionen.
Bei der Zusammenführung von getrennten Boden- und Gebäudeeigentum nach Abschnitt 8 des Landwirtschaftsanpassungsgesetzes von getrennten Boden- und Gebäudeeigentum übernimmt die Sächsische Landsiedlung GmbH entsprechende Aufgaben. Dabei handelt es sich um ein spezielles Verfahren zur Feststellung und Neuordnung von Eigentumsverhältnissen. Ziel ist die strukturelle Anpassung der Landwirtschaft auf dem Gebiet der ehemaligen DDR an die gesetzlichen Rahmenbedingungen der BRD im Zuge der deutschen Wiedervereinigung.
Die Sächsische Landsiedlung GmbH übt zur Sicherung der Agrarstruktur im Auftrag des Freistaates Sachsen seit 1994 das siedlungsrechtliche Vorkaufsrecht nach § 4 des Reichssiedlungsgesetzes aus. Voraussetzung hierfür ist, dass landwirtschaftliche Flächen über zwei Hektar an Nichtlandwirte veräußert werden und mindestens ein aufstockungsbedürftiger und erwerbsfähiger Landwirtschaftsbetrieb gegenüber der Sächsischen Landsiedlung GmbH seinen Kaufwillen erklärt hat (Nacherwerber). Die Sächsische Landsiedlung GmbH tritt gemäß der gesetzlichen Regelung zu den ursprünglich vereinbarten Vertragskonditionen an die Stelle des „Nichtlandwirt“-Käufers und veräußert die Flächen anschließend an den Nacherwerber.

## Geschäftsführer
- 1991–1993: Gottfried Schnurrbusch
- 1993–2001: Stefan Ahrling
- 2002–2010: Dieter Reinfried
- 2011–2014: Franz-Josef Kunert
- 2015–2019: Thorsten Wieck
- ab 2019: Eckart Fischer